# Zabala (Sumer)
Zabala(m) (geschreven als 𒍝𒈽𒀕𒆠 zabalamki, modern: Tell Ibzeikh) was een stad in het oude Sumer en is een archeologische vindplaats in Irak. 
Zabala was een bijzonder oude stad. In Jemdet Nasr zijn een dertiental zegelafdrukken gevonden die bestaan uit een reeks symbolen die de steden Ur, Larsa, Nippur, Uruk, Kesh, Zabala en Urum voorstellen. De zegelafdrukken zijn in de context van aardewerk uit de Vroeg-dynastieke Periode ED I (ca. 2900-2750 v.Chr.) gevonden en laten vermoeden dat er al in die tijd een soort federatie van steden bestond waartoe ook Zabala behoorde.
De stad wordt al in een inscriptie van Entemena, ensi van Lagash, genoemd. De godin van de stad was Inanna en de naam van de stad wordt soms ook geschreven als INANNA.ABKI.
Onder het Akkadische Rijk beweert Naram-Sin er in zijn eerste regeringsjaar (ca. 2255 v.Chr.) de tempel van Inanna herbouwd te hebben.
In de tijd van Isin en Larsa na de val van Ur was de stad aanvankelijk deel van het rijk van Isin, waarschijnlijk nog in de tijd van Lipit-Ishtar, maar daarna nam Larsa het over en Abisare zegt dat hij er in zijn tweede regeringsjaar (1904) in de streek van de stad Nār-Imgur-dInanna-Zabalamki een kanaal gegraven heeft. Dit kanaal was van groot strategisch belang voor Larsa. Ook de latere Larsa-koning Warad-Sin zegt bouwwerk aan de Inanna-tempel verricht te hebben.
Er zijn inscripties van Hammurabi in de (een?) plaatselijke tempel gevonden. Of het om dezelfde tempel gaat is echter niet duidelijk. Deze koning van Babylon vond de stad belangrijk genoeg om haar in de aanhef van zijn wetten te vermelden.